# 6526 Матоґава
6526 Матоґава (6526 Matogawa) — астероїд головного поясу, відкритий 1 жовтня 1992 року.
Тіссеранів параметр щодо Юпітера — 3,627.